# Harqian
Els Harqian van ser una família de nakharark (nobles) d'Armènia que tenien el seu feu hereditari en el districte del Hark, situat a la província del Tauruberan. Els harqian van governar el territori fins al segle iv quan va passar a mans dels Arxakuní. Khosrov II d'Armènia (252-258) va permetre l'emplaçament d'una seu episcopal a Hark i fins a ser membres d'aquesta família van ser nomenats Catolicós de l'Església Armènia.
Esteve Asolik diu que a Hark, hi va néixer el famós filòsof del segle v David de Nerken, que era d'aquesta família.